# Helmut Hasse
Helmut Hasse   (Kassel, 25 d'agost de 1898 - Ahrensburg, 26 de desembre de 1979) va ser un matemàtic alemany del segle xx.

## Vida
Era fill del jutge Paul Reinhard Hasse i de Margaret Quentin, una nord-americana de Milwaukie que vivia a Kassel des dels cinc anys. Va estudiar al Gymnasium de Kassel fins al 1913, quan el seu pare va ser nomenat per un alt càrrec judicial a Berlín. En aquesta ciutat va acabar els seus estudis secundaris al Fichte Gymnasium.
El 1915, en plena Primera Guerra Mundial, es va allistar a la Marina, tot i que va seguir estudiant matemàtiques pels seus compte. L'any acadèmic de 1917/18, en estar estacionat a Kiel, va seguir les lliçons d'Otto Toeplitz a la Universitat d'aquesta ciutat.
Al desmobilitzar-se el 1918, va ingressar a la Universitat de Göttingen per estudiar amb Edmund Landau, Emmy Noether i Erich Hecke; aquest darrer el va impressionar molt favorablement, però es va traslladar al cap de poc temps a la Universitat d'Hamburg. El curs següent, Hasse també va deixar Göttingen, però no va seguir Hecke fins a Hamburg, sinó que, influenciat per l'obra de Kurt Hensel, Teoria de Nombres, que havia trobat en una llibreria de vell, va decidir anar a la Universitat de Marburg, on aquest donava classe.
L'octubre de 1920, Hasse descobreix el Principi Local-Global que transforma els nombres p-adics en una eina fonamental de la Teoria de nombres. Aquest principi i les seve aplicacions serà una part fonamental de la seva tesi doctoral (Über die Darstellbarkeit von Zahlen durch quadratische Formen im Körper der rationalen Zahlen), llegida el 1921, i de la seva “habilitació”, llegida el 1922.
El 1922 accepta una plaça de professor a la Universitat de Kiel, on es casa amb Clara Ohle amb qui tindrà dos fills: Juta i Rudger. El 1925 deixarà Kiel per anar a la Universitat de Halle, que, novament deixarà el 1930 per ocupar la càtedra vacant d'Hamburg per la jubilació del seu mestre Hensel.
L'arribada dels nazis al poder a Alemanya el 1933, serà ben rebuda per Hasse, que tenia uns forts sentiments nacionalistes i dretans. Els mateixos nazis el recomanaran per a la càtedra i la direcció de l'Institut de Matemàtiques de la Universitat de Göttingen de la que havia estat expulsat Hermann Weyl per ser jueu i que havia substituït uns anys abans a David Hilbert. Hasse romandrà en aquesta posició des de 1934 fins al final de la guerra quan serà expulsat per les autoritats britàniques d'ocupació, tot i que durant força temps durant la guerra es va dedicar a la recerca naval a Berlín.
Les autoritats d'ocupació, després de la guerra, li van prohibir tota activitat docent i ell no va voler acceptar una posició de recerca a Göttingen perquè afirmava que la recerca sense docència era improductiva. Això no obstant, després de sotmetre’s a un procés de desnazificació, va retornar a les classes a la Universitat Humboldt de Berlín (Alemanya Oriental) el 1949. I un any després va ser nomenat professar a la Universitat d'Hamburg, de la que es va retirar el 1966.

## Opinions polítiques
És difícil valorar les seves opinions polítiques. Indubtablement va ser partidari del règim nazi, ja que va sol·licitar el seu ingrés al NSDAP, tot i que li va ser refusat per tenir ancestres jueus. D'altra banda sempre va mantenir bones relacions amb jueus reconeguts, com el seu mestre, Hensel, del que va escriure l'obituari el 1941, o Emmy Noether, amb qui va mantenir correspondència fins i tot després d'haver emigrat ella als Estats Units.
Existeixen evidències de les seves opinions racistes, com quan en una conferència a Pisa poc després de començada la guerra i en ser interrogat sobre els matemàtics polonesos va contestar dient que el polonesos no haurien de fer matemàtiques sinó treballar a les mines de carbó o a l'agricultura o quan, encara pitjor, en una conferència a la Universitat de l'Estat d'Ohio (Columbus) el 1961 va dir que l'esclavitud a América havia sigut una bona institució pels negres.
Aquesta invitació com a conferenciant als Estats Units, ja va ser molt polèmica, ja que molts matemàtics nord-americans no veient amb bons ulls que s'invités algú sospitós de filonazi.
El mateix Richard Courant, alemany i jueu, director de l'institut de matemàtiques de la Universitat de Nova York, en ser preguntat per la seva opinió sobre la concessió d'un doctorat honoris causa a Hasse, deia per carta al rector que li havia preguntat:
El senyor Hasse és, sens dubte, un matemàtic que és entusiasta amb la seva ciència. El vaig conèixer des de la Primera Guerra Mundial i vaig ser amic seu, fins i tot coneixent les seves obertes i salvatges conviccions pan-germàniques, força sinistres. No obstant, em vaig sentir molt decebut quan, el 1933, va oblidar qualsevol lleialtat amb els seus mestres i mentors jueus i va seguir els nazis amb tot l'entusiasme ... Pel que jo sé, no es va portar bé amb ningú ... És ben conegut entre els matemàtics que va ser destituït després de la caiguda del Reich, que després va ser professor a la Universitat Humboldt de Berlín i que, finalment, va ser nomenat pel nazi Blaschke a Hamburg. És clar que, de forma gradual, el passat va essent oblidat per les joves generacions; això explica, aparentment, que Hasse fos invitat a una conferència a Colorado aquest estiu (el que va provocar apassionades protestes).